# Blaise Pascal
Blaise Pascal (pronunciación en francés: /blɛz paskal/; Clermont-Ferrand, 19 de junio de 1623-París, 19 de agosto de 1662) fue un matemático, físico, filósofo, teólogo católico y apologista francés. Sus contribuciones a la matemática y a la historia natural incluyen el diseño y construcción de calculadoras mecánicas, aportes a la teoría de la probabilidad, investigaciones sobre los fluidos y la aclaración de conceptos tales como la presión y el vacío. Después de un trastorno depresivo y una experiencia religiosa profunda en 1654, Pascal se dedicó también a la filosofía y a la teología.
Se le recuerda por ser el autor de las Lettres provinciales (1657) y Pensées (1670). En este último, publicado póstumamente, su tema central es la paradójica naturaleza humana y la debilidad del hombre, que es como una «caña débil», pero también una «caña que piensa» gracias a la razón, pero esta, por sí sola, se enreda en una maraña de inteligibilidad, siendo imposible probar la existencia de Dios, la inmortalidad del alma o el sentido de la vida. Fue un crítico del racionalismo, decía que la razón debe seguir las «razones del corazón» por medio de la gracia divina y en la fe cristiana para encontrar aquellas respuestas.
En un sentido amplio, es considerado también como un precursor temprano del «existencialismo», por sus temas como la responsabilidad individual como en su apuesta monoteísta, la idea de que el hombre no está hecho, sino que tiene que hacerse y la invocación del hombre concreto a la existencia influyó considerablemente a Søren Kierkegaard y Friedrich Nietzsche; autores que sentaron las bases del existencialismo.
Pascal ofreció además su famosa «apuesta», argumentando que al no poder saber con la razón si Dios existe, tiene más sentido apostar por su existencia, porque tenemos toda una felicidad eterna que ganar y poco o nada que perder, mientras que si no creemos, nos arriesgamos a una condena eterna.
Entre sus descubrimientos e invenciones destacan: el triángulo de Pascal, el principio de Pascal, la pascalina. La unidad de presión «pascal» lleva su nombre en honor a sus contribuciones en hidrodinámica, hidrostática y sus experimentos de la presión y el vacío con un barómetro.

## Biografía

### Infancia y juventud
Nació el 19 de junio de 1623 en el seno de una familia noble en Clermont (hoy en día Clermont-Ferrand) en la zona de Auvernia, del Macizo Central francés. Su padre, Étienne Pascal, tras haber recibido una formación como jurista en París, era un magistrado de alto rango (maître des requêtes) que se desempeñaba como juez vicepresidente de la oficina de recaudación tributaria de Auvernia en Clermont. Por otra parte, Étienne Pascal destacaría más tarde como matemático. 
Su madre, Antoinette Begon, provenía de una familia burguesa de comerciantes acomodados que también aspiraba a la Noblesse de robe. Blaise Pascal tenía dos hermanas, 
Gilberte y Jacqueline. A la primera, tres años mayor que Blaise, se le conoce más, puesto que más tarde sería ella la administradora del legado de su hermano y autora de la primera biografía publicada: La Vie de Monsieur Pascal. Al nacer Jacqueline, su hermana dos años menor, la madre no logró recuperarse de aquel parto complicado y el puerperio, de modo que Pascal perdió a su madre a la temprana edad de tres años.
En 1631, Étienne Pascal se trasladó con su familia a París, conservando en Clermont su puesto en la oficina de recaudación de impuestos. También llevó a una niñera que estaba a cargo del cuidado de sus tres hijos huérfanos de madre. Blaise tenía para entonces ocho años y el objetivo de su padre era abrirle en la capital francesa mayores posibilidades que las existentes en la provincia para su educación y despliegue de capacidades, a todos los hijos, pero particularmente para Blaise, quien llamaba mucho la atención por sus facultades mentales, superiores a las promedio.
Resulta sorprendente que Pascal no haga ninguna mención de esta temprana pérdida. Al respecto, su hermana Gilberte Périer escribirá en la biografía:

...al morir mi madre en 1626, cuando mi hermano no tenía más que tres años, mi padre, al quedarse solo, se entregó con mayor dedicación al cuidado de la familia; y como Blaise era su único hijo varón, esta cualidad y las demás que en él observó [las grandes pruebas de inteligencia que observó en él] le llenó hasta tal punto de afecto paternal que decidió no encargar a nadie la tarea de su educación y tomó la resolución de instruirle él mismo, como en efecto hizo, pues mi hermano no tuvo nunca otro maestro que mi padre...

### Estancia en Normandía

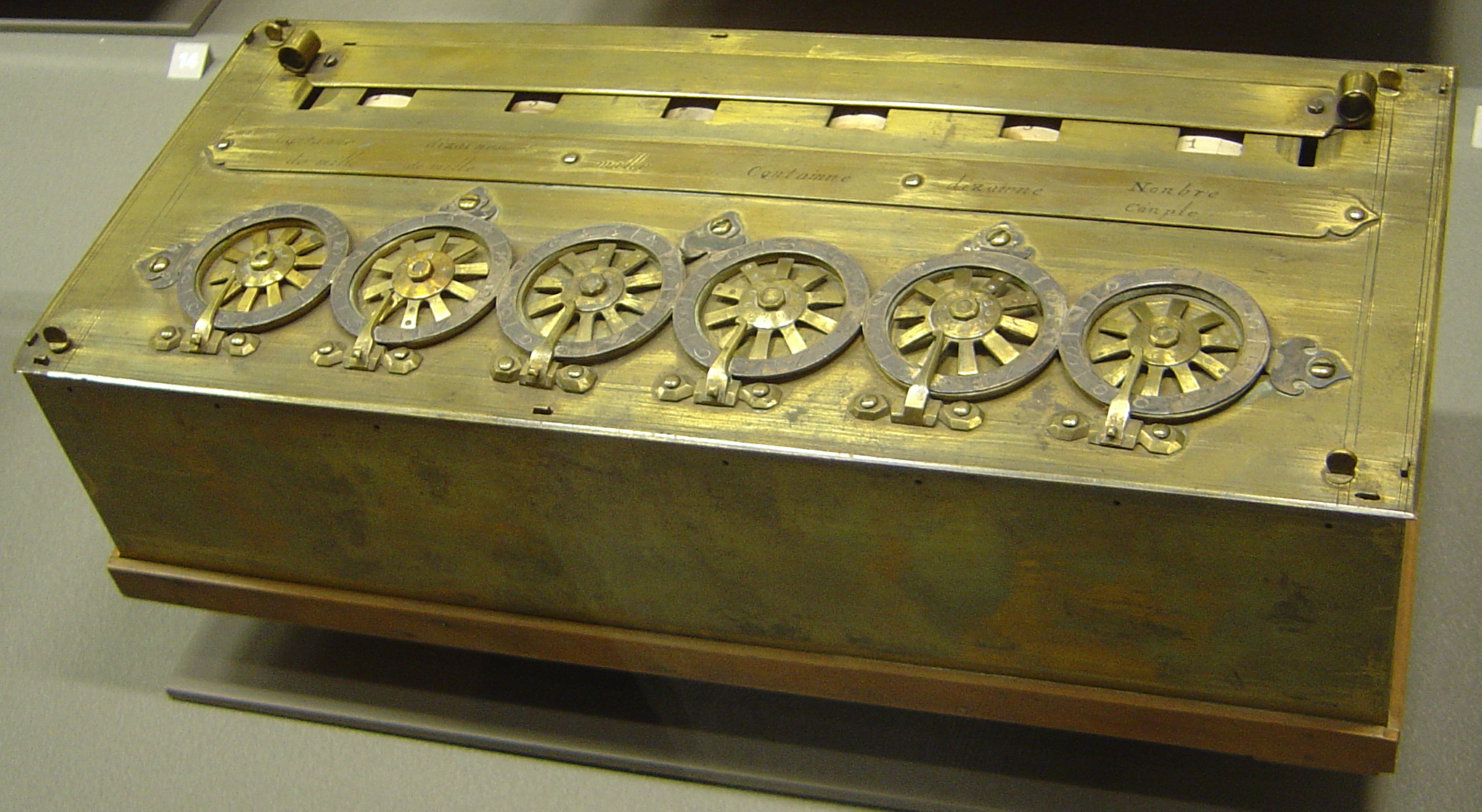
Pascalina del año 1652.

En 1640, su padre fue nombrado Comisario Real y jefe de la recaudación de impuestos para Normandía con asiento en Ruan. Aquí, en 1642, Pascal inventó para él la roue pascaline, «rueda de pascal» o Pascalina, considerada como una de las calculadoras más antiguas. Inicialmente sólo permitía realizar adiciones, pero en el curso de los diez años siguientes añadió mejoras, siendo finalmente capaz de hacer restas. Pascal la hizo patentar, pero no se cumplieron sus expectativas de hacerse rico comercializando su invento por medio de una pequeña empresa de su propiedad. Las máquinas, trabajosamente confeccionadas una a una y a mano, eran demasiado caras como para poder venderse en volúmenes mayores y solo llegó a fabricar cincuenta, de las que subsisten nueve.
En Ruan, ciudad con universidad, corte de justicia (Parlement) y ricos comerciantes, la familia Pascal pertenecía a la sociedad, aunque el padre se había hecho enemigos por su rigor en el ejercicio de su cargo. Pascal y su hermana menor Jacqueline, con dotes literarias, cuyos intentos poéticos fueron apoyados por el dramaturgo Pierre Corneille, se movían en este ambiente elegante. Su hermana Gilberte se casó en 1641 con un pariente joven, Florin Périer, traído desde Clermont-Ferrand por el padre para que fuera su ayudante.
En 1646, durante la convalecencia del padre después de un accidente, la familia, que hasta entonces no había sido muy religiosa, entró en contacto con las enseñanzas del obispo reformista neerlandés Jansenio, que defendía en el seno de la Iglesia católica una noción de gracia divina basada en San Agustín, similar a las ideas de Calvino. El padre, el hijo y las hijas se hicieron devotos y Jacqueline incluso decidió hacerse monja, mientras que Pascal, que sufría fenómenos de parálisis en las piernas con permanentes dolores, interpretó su enfermedad como signo divino y empezó a llevar una vida ascética.
A principios de 1645 demostró el fervor de su nueva devoción forzando al arzobispo de Ruan a castigar a un seminarista, que ante él y amigos suyos había defendido una visión de la religión que les había parecido demasiado racionalista.
Sin embargo, el propio Pascal nunca consideró que su devoción fuera un obstáculo para seguir dedicándose a sus estudios en ciencias naturales y matemática. Así, por ejemplo, ya en 1648 repitió con éxito los ensayos que Evangelista Torricelli había realizado en 1643 para demostrar la existencia del vacío, la que hasta entonces se había considerado como imposible, publicando en 1647 sus resultados en el tratado Traité sur le vide (Tratado sobre el vacío)

### El periodo parisino

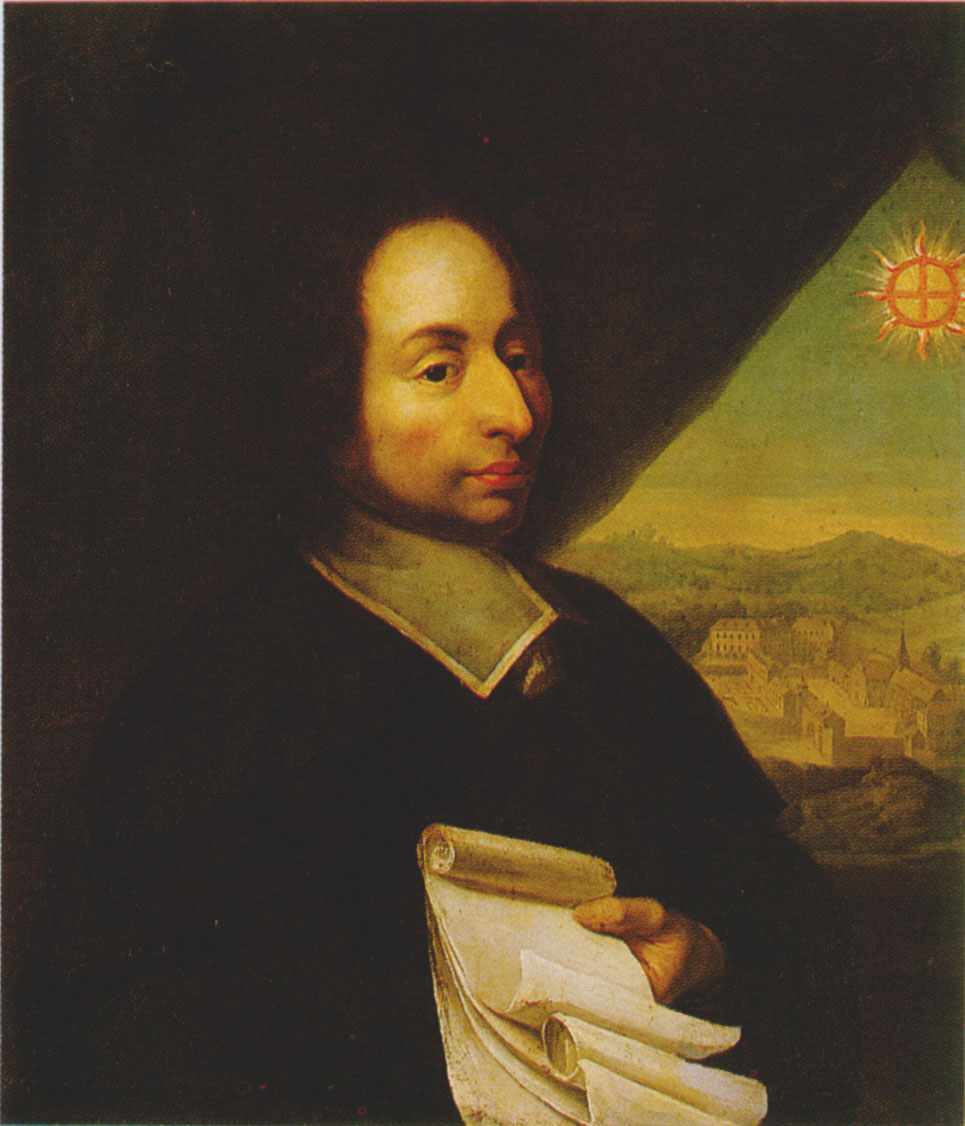
Blaise Pascal.

A partir de mayo de 1647 volvió a vivir con Jacqueline, y poco después también con su padre, principalmente en París, donde contactó a los principales jansenistas, pero también continuó con sus investigaciones. Sus ideas no fueron bien recibidas por numerosos teólogos e investigadores, entre ellos Descartes, con el que se reunió repetidas veces en París a fines de septiembre de 1647. Por ello, a partir de entonces formuló sus especulaciones sobre el vacío y el éter de una forma más indirecta, particularmente en un tratado sobre la presión atmosférica, demostrando su dependencia de la altura del lugar en cuestión, por medio de experimentos que hizo realizar a su cuñado Périer en el Puy de Dome en 1648. También en 1648, en otro tratado, fundamentó la ley de los vasos comunicantes.
Pocos años antes (en 1644), Torricelli había publicado su experimento por el que el peso del aire de la atmósfera mantenía el mercurio en un tubo, con vacío en su parte superior, demostrando que el aire ejerce una presión debido a su peso. Pascal no estaba convencido de esa teoría, y seguía siendo partidario de la teoría del Horror vacui. Para confirmarlo, pidió a su cuñado que escalase el volcán Puy de Dôme hasta su cima, y se comprobó que el mercurio sube más en la base de la montaña que en su cima. Tras el experimento, Pascal abandonó la teoría del Horror vacui y se convirtió a la teoría de la causa mecanicista.
Cuando, en la primavera de 1649, los desórdenes de la Fronda dificultaron la vida en París, los Pascal se refugiaron hasta otoño de 1650 en casa de los Périer en Auvernia.
En otoño de 1651 murió Pascal padre. Poco después, y contraviniendo los deseos tanto del fallecido como también de Blaise, Jacqueline se incorporó al convento estrictamente jansenista de Port Royal en París.
Ahora, Pascal por primera vez dependía nada más que de sí mismo. Ya que, si bien no era rico, sí tenía una situación acomodada y era noble, comenzó a frecuentar la sociedad de París, trabando amistad con el joven duque de Roannez, con el que compartía el interés por la filosofía. Este lo llevó de viaje en 1652, junto a algunos de sus amigos librepensadores, entre ellos Antoine Gombaud, conocido como el «caballero de Méré», oportunidad en la que Pascal se introdujo en la filosofía moderna, aprendiendo además el arte de las conversaciones sociales. 
Gracias a que frecuentaba el salón esteta de Madame de Sablé, se compenetró también con las «bellas letras» de su época. Incluso llegó brevemente a pensar en comprar un cargo y en casarse. Sin embargo, una obra que se le adjudicó por mucho tiempo, al amoldarse en cierto sentido a esta fase mundana de su vida, el anónimo Discours sur les passions de l’amour (Discurso acerca de las Pasiones del Amor), no es de su autoría.
En 1653 escribió un tratado sobre la presión atmosférica, en el que por primera vez en la historia de la ciencia se hace una descripción completa de la hidrostática.
Junto a sus nuevos conocidos, especialmente con el Chevalier de Méré, Pascal también tenía discusiones acerca del modo de ganar en los juegos de azar, un pasatiempo típicamente de nobles. Esto lo llevó en 1653 a dedicarse a la teoría de la probabilidad, estudiándola en 1654 en su intercambio epistolar con el juez de Toulouse y destacado matemático Pierre de Fermat. Analizaron principalmente los juegos de dados. Al mismo tiempo, Pascal se ocupó de otros problemas matemáticos, publicando diversas obras en 1654: el Traité du triangle arithmétique acerca del llamado triángulo de Pascal y los coeficientes binomiales, en el que también por primera vez formuló explícitamente el principio de la demostración por inducción matemática, el Traité des ordres numériques acerca de los órdenes de los números y Combinaisons sobre combinaciones de números.

### En el entorno de Port-Royal
En el otoño de 1654, Pascal sufrió un trastorno depresivo. Volvió a acercarse a Jacqueline, visitándola con frecuencia en el convento y se mudó a otro barrio para alejarse de sus amigos mundanos. Sin embargo, siguió trabajando en cuestiones matemáticas y otros asuntos científicos. El 23 de noviembre, posiblemente después de un accidente con su carroza del que, sin embargo, no existen testimonios fidedignos, tuvo una experiencia religiosa de renacimiento que intentó registrar esa misma noche en una hoja de papel que aún se conserva, el así llamado Memorial. La hoja, fechada «en el año de gracia de 1654, lunes 23 de noviembre, a partir de las diez y media de la noche aproximadamente hasta cerca de media hora después de la medianoche» comienza con la palabra feu (fuego) escrita en grandes letras mayúsculas, y relata una visión que ha experimentado. Incluye los fragmentos «¡Dios de Abraham, Dios de Isaac, Dios de Jacob, no el de los filósofos y los sabios!» y añade más adelante «El Dios de Jesucristo: solo por los caminos que enseña el Evangelio se le puede hallar».
Después se retiró por completo de la sociedad parisina para dedicarse por completo a su devoción. Sus únicas relaciones humanas pasaron a ser los «ermitaños» jansenistas (solitaires); se trataba de sabios y teólogos que se habían establecido en el entorno del convento Port-Royal des Champs y a los que visitaba con frecuencia. Alrededor de 1655 desarrolló aquí el diálogo legendario con su nuevo confesor A. Le Maître de Sacy (Conversation avec M. de Saci sur Épictète et Montaigne), en el que, entre los dos polos del escepticismo de Montaigne y la ética estoica de Epicteto, ya ofrece un esbozo de la antropología, que posteriormente desarrollaría en los Pensées.
La sanación, ocurrida en 1656, de su sobrina Marguerite Périer, que después de visitar Port Royal se había curado de un absceso en el ojo, contribuyó más a fortalecer la fe de Pascal. Al mismo tiempo, en docto diálogo con los solitaires, especialmente con Antoine Arnauld y Pierre Nicole, empezó a redactar escritos de motivación religiosa y teológica. A la par, como siempre, también se dedicaba a cuestiones prácticas, así por ejemplo en 1655 a la didáctica del aprendizaje de la lectura, para la escuela que mantenían los solitaires.
En el momento de su conversión (como indica el Mémorial), Pascal se vio implicado en una situación, en la que la devoción ortodoxa y el moralismo riguroso de los jansenistas se habían convertido en una molestia para los jesuitas, más relajados y conciliadores, pero también conscientes de su poder. Cuando en 1655 se desató abiertamente el conflicto, porque a Arnauld, en su calidad de jansenista, se lo expulsó de la facultad de teología de la Sorbonne en París, Pascal tomó partido y en 1656/57 redactó una serie de folletos satíricos polémicos anónimos. Estos tuvieron una resonancia explosiva y en 1657 incluso fueron publicados en Holanda en forma de libro, bajo el título de Lettres provinciales, ou Lettres de Louis de Montalte à un provincial de ses amis et aux R. R. PP. Jésuites sur la morale et la politique de ces pères (Cartas provincianas, o cartas de L. de M. a un provinciano amigo así como a los RR. PP. jesuitas sobre la moral y la política de estos padres). Se trata de dieciocho cartas supuestamente escritas por un personaje ficticio de nombre Montalte de viaje en París, de las que las primeras diez están dirigidas a un amigo ficticio en su provincia de origen, las siguientes seis a los padres jesuitas de París, mientras que las últimas dos se dirigen en especial al padre confesor del rey. En estas cartas, Montalte, primero en el papel de joven noble, ingenuo y no versado en teología, describe como los jesuitas le explican su teología de manera sabihonda y desdeñosa; después, aprendida la «lección», empieza a discutir con ellos, reduciendo al absurdo sus enseñanzas de manera aguda e hilarante. Pascal ridiculizó y atacó así la teología en cierto sentido amistosa y práctica, pero tendencialmente oportunista y muchas veces capciosa —la famosa casuística— de los jesuitas y desenmascara sus ansias de poder sumamente terrenales. Las Lettres provinciales tuvieron un éxito notorio y durable, aunque fueron prohibidas a partir de la número cinco, puestas en el índice al aparecer como libro y hasta quemadas por el verdugo en 1660, señalando a largo plazo el principio del fin de la omnipotencia jesuita, al menos en Francia. Por su claridad y precisión se las considera entre las obras maestras de la prosa francesa, que otorgaron a su autor un lugar entre los clásicos de la literatura francesa.
Fueron menos divulgados los cuatro escritos polémicos, con los que Pascal (junto a Arnauld y Nicole) intervino en 1658 en un conflicto entre párrocos parisinos de orientación jansenista y los jesuitas.

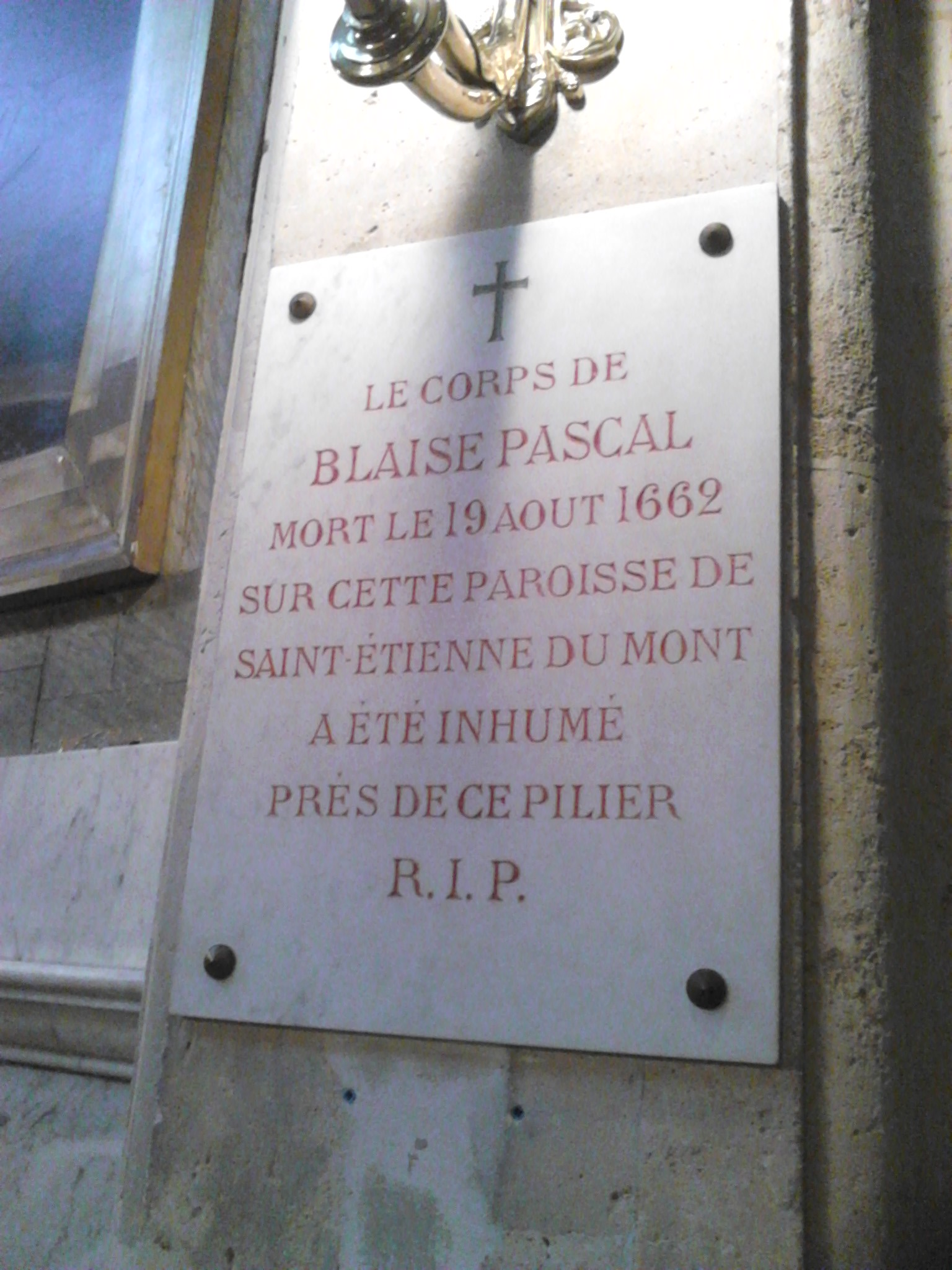
Lápida de Blaise Pascal en la iglesia de Saint-Étienne-du-Mont (París).

En lo inmediato, sin embargo, los jesuitas mantuvieron el control de la situación con la ayuda del Rey y del Papa, lo que ensombreció los siguientes años para Pascal. Porque mientras muchos de sus correligionarios cedían bajo la presión de las represalias que tomaba la autoridad o daban pasos tácticos, él permaneció indoblegable.
En medio de esta situación, en 1658 empezó a trabajar de manera más sistemática en una gran apologética de la religión cristiana. Con este fin había escrito unas primeras notas en 1656. Sus líneas principales se pueden encontrar en el escrito redactado en 1657, pero no terminado Écrits sur la grâce (Escritos sobre la Gracia), en el que explica la forma jansenista de la noción de gracia de San Agustín como término medio entre la noción casi fatalista de predestinación del calvinismo y la noción optimista de gracia de los jesuitas, asignándole a la libre voluntad del hombre el decidir sobre su salvación. Porque para Pascal rige: «Aquel que nos creó sin nuestro concurso, no puede salvarnos sin nuestra participación».
Aparte de su trabajo en los Pensées, volvió a emprender también estudios matemáticos. Así, en 1658, calculó la superficie de la cicloide con los métodos de Cavalieri, así como el volumen del sólido de rotación que resulta de una rotación de la ciclode alrededor del eje de las x. Después de haber hallado la solución él mismo, ofreció un premio a quien resolviese el problema, lo que le significó recibir numerosas propuestas (insuficientes) así como desarrollar una intensa polémica con un descontento.
En 1659 apareció su escrito Traité des sinus des quarts de cercle (Tratado de los senos de los cuadrantes circulares). Cuando Gottfried Leibniz leyó esta obra en 1673 en París, recibió de ella un impulso decisivo para desarrollar el cálculo infinitesimal considerando el razonamiento específico por parte de Pascal, que Leibniz empleó de manera más general, interpretando el círculo de Pascal como círculo de curvatura en determinados puntos de una función o curva cualquiera. Leibniz dice que en ello había visto una luz que el propio autor no vio. De allí se origina el concepto de triángulo característico.
Su salud deteriorada empeoró cada vez más deprisa en esos años, probablemente a consecuencia de su modo de vida extremadamente ascético, que lo debilitaba más. Por ejemplo, en 1659, no pudo trabajar durante numerosas semanas. A pesar de ello, en ese año fue miembro de un comité que trataba de poner en marcha una nueva traducción de la Biblia. En 1660 pasó varios meses de convalecencia en un palacete perteneciente a su hermana mayor y a su cuñado cerca de Clermont.
A principios de 1662, junto a su amigo Roannez, fundó una empresa de carrozas Les carrosses à cinq sous («Las carrozas de cincuenta centavos»), marcando el comienzo del transporte público local en París.
En agosto de 1662 enfermó gravemente, hizo vender sus enseres domésticos donándolos para fines de caridad y murió, a la edad de 39 años, en intenso dolor después de que un tumor maligno en su estómago se le extendiera al cerebro.
Un año antes, había muerto su hermana Jacqueline, en casa de los Périer en París.

## Contribuciones científicas

### Matemáticas
Pascal en su Traité du triangle arithmétique («Tratado sobre el triángulo aritmético») de 1653 describió una conveniente presentación tabular para coeficientes binomiales, ahora llamada triángulo de Pascal. El triángulo también se puede representar:

Cada número es la suma de los dos directamente encima de él. El triángulo muestra muchas propiedades matemáticas además de mostrar coeficientes binomiales.

En 1654, demostró la identidad de Pascal relacionando las sumas de las potencias p de los primeros n enteros positivos para p = 0, 1, 2, ..., k. El trabajo realizado por Fermat y Pascal en el cálculo de probabilidades se convierte en un importante trabajo preliminar para Leibniz formulación del «cálculo».

### Física

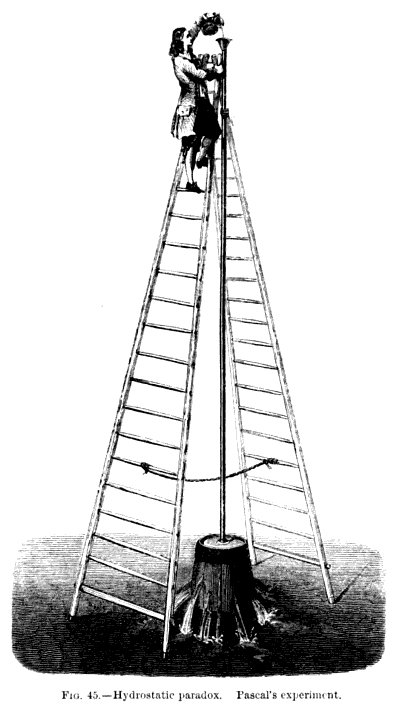
Una ilustración del experimento del barril de Pascal.

El trabajo de Pascal en los campos del estudio de la hidrodinámica e hidrostática se centró en los principios de los fluidos hidráulicos. Sus inventos incluyen la prensa hidráulica (que usa presión hidráulica para multiplicar la fuerza) y la jeringa. Él demostró que la presión hidrostática no depende del peso del fluido, sino de la diferencia de elevación.
El barril de Pascal es el nombre de un experimento hidrostático presuntamente realizado por Blaise Pascal en 1646. En el experimento, Pascal supuestamente insertó un tubo vertical largo en un barril lleno de agua. Cuando se vertió agua en el tubo vertical, el aumento de la presión hidrostática causó la explosión del barril.
El experimento no se menciona en ninguna parte de las obras conservadas de Pascal y puede ser apócrifo, atribuido a él por autores franceses del siglo XIX, sin embargo, el experimento sigue asociado con Pascal.
En 1647, Pascal se enteró de la experimentación de Evangelista Torricelli con barómetros. Después de replicar un experimento que involucraba colocar un tubo lleno de mercurio al revés en un recipiente con mercurio, Pascal cuestionó qué fuerza mantenía algo de mercurio en el tubo y qué llenaba el espacio sobre el mercurio en el tubo. En ese momento, la mayoría de los científicos sostuvieron que, en lugar de un vacío, había algo de materia invisible presente. Esto se basó en la noción aristotélica de que la creación era una cuestión de sustancia, ya sea visible o invisible; y que esta sustancia siempre estuvo en movimiento. Además, «Todo lo que está en movimiento debe ser movido por algo», declaró Aristóteles.
Pascal, en su respuesta a Estienne Noel, hizo una de las principales declaraciones del siglo XVII sobre el método científico que las teorías científicas se caracterizan, anticipando la idea de falsabilidad popularizada por Karl Popper:

Para hacer evidente una hipótesis, no es suficiente que se produzcan todos los fenómenos, mientras que si se sigue algo contrario a uno de los fenómenos, eso es suficiente para garantizar de su falsedad.

Su insistencia en la existencia del vacío también condujo al conflicto con otros científicos prominentes, incluido Descartes.

## Pensamiento apologético
A consecuencia de su temprano deceso, Pascal no pudo terminar la gran Apologética que tenía planeada. Solo dejó notas y fragmentos, alrededor de 1000 papeles en unos 60 fajos, que en 1670 fueron la base para la publicación por amigos jensenistas de una edición titulada Pensées sur la religion et autres sujets («Pensamientos sobre la religión y otros temas»). 

### Pensées
Las circunstancias de la edición, según Macias Fattoruso, fueron las siguientes: «El pensador había vivido sus últimos años y había agonizado hasta pocas semanas antes de su muerte en los dos establecimientos de Port-Royal; estuvo en París y también en la provincia, y en ambos lugares participó activamente de la suerte y de las muchas y animadas polémicas que tenían lugar en su seno en torno a los temas que vinculaban la devoción religiosa con los problemas y desafíos del mundo exterior. Por eso su sobrina, que lo acogió en las últimas semanas de vida y fue su ejecutora testamentaria, atendió a la propuesta de Arnauld y entregó esos preciosos papeles un tanto dispersos para que fueran articulados conforme a lo que Pascal había conversado y convenido con Le Sacy, con Nicole y con Arnauld acerca de la necesidad de formular una robusta defensa racional de la religión cristiana y de la santidad de su causa».
Esta primera edición tiene gran mérito, ya que los editores —algo poco usual en esa época— trataban de publicar y hacer asequible una obra pese a estar inconclusa. Sin embargo, resulta problemática porque los editores no se guiaron por el texto original, pese a que este se encontraba disponible como manuscrito autógrafo, si bien solo en forma de fajos de papeles, sino que usaron una de las dos copias que los Périer habían mandado hacer de los fajos poco después de la muerte de Pascal. Resulta más problemática aún por el hecho de que los textos conservados fueron abreviados con arreglo a diversos criterios y que —a diferencia de la copia utilizada, que había conservado básicamente el orden de los papeles y los fajos— se introdujo un orden nuevo, supuestamente más lógico, de los fragmentos.

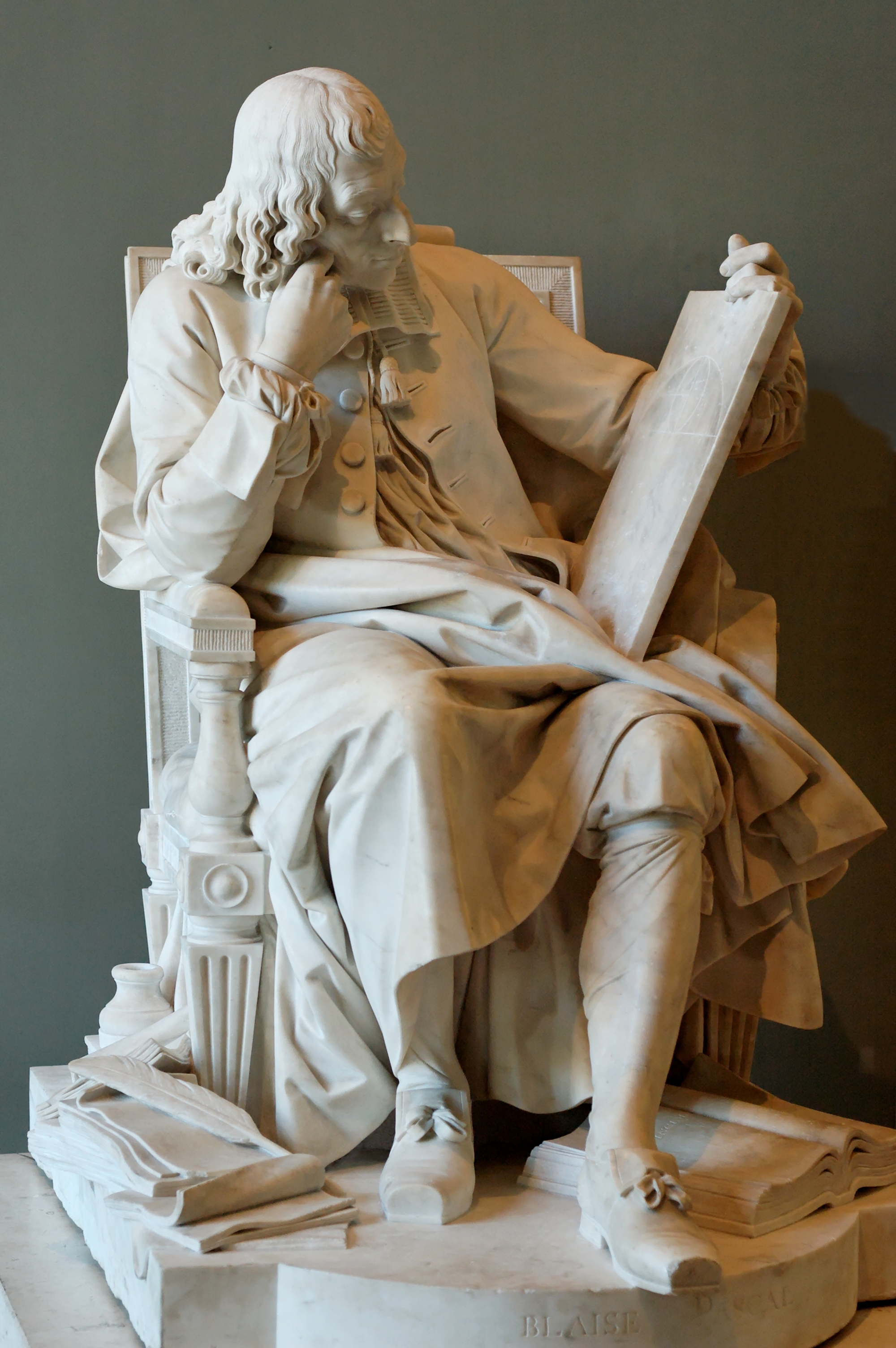
Pascal por Augustin Pajou, 1785, Louvre.

Las ediciones modernas son el resultado de una paciente labor filológica en los siglos XIX y XX. Esta comienza en 1842, cuando el filósofo Victor Cousin, en un informe dirigido a la Academia francesa, hiciera ver la necesidad de una nueva edición de los Pensées, en vista de las evidentes deficiencias de la primera edición, que hasta entonces todos los editores habían reproducido en lo esencial, aunque casi siempre con abreviaciones y reestructuraciones adicionales. De hecho, aún en 1844, Prosper Faugère intentó por primera vez realizar una edición completa basada en los papeles originales de Pascal, reordenándolos, sin embargo, libremente en capítulos y secciones de acuerdo a criterios de contenido. Este principio se continuó aplicando y supuestamente perfeccionando por parte de otros editores posteriores, llegando a ser el más conocido de ellos Léon Brunschvicg con su edición de 1897–1904.
Alrededor de 1930, los investigadores abandonaron el prejuicio establecido de que los papeles de Pascal en último término no habían tenido orden alguno. En cambio, reconocieron que al menos 27 fajos (es decir, alrededor de 400 papeles) correspondían a otros tantos capítulos en las intenciones de Pascal y ciertamente mostraban un orden interno. También otros fajos se evidenciaron como más homogéneos y más ordenados de lo que hasta entonces se había pensado, de modo que se pasó (especialmente Louis Lafuma, 1952) a ediciones cuyo texto corresponde al original autógrafo y cuya estructura se orienta en gran medida según las copias, o mejor dicho según la mejor de ellas (en 1710–1711 el sobrino de Pascal, Louis Périer, con la mejor de las intenciones, había reordenado todos los papeles, pegándolos en grandes pliegos).
Sin embargo, aun las ediciones más recientes no son más que aproximaciones hipotéticas. Necesariamente sigue sin responder la pregunta de cómo habría sido la obra si Pascal la hubiera podido terminar (y de si la hubiera podido terminar en vida).
Los 28 capítulos mencionados muestran el camino que Pascal quería seguir en la argumentación de su apologética del cristianismo. La apologética se divide en dos: «Primera parte: La miseria del hombre sin Dios. Segunda parte: La felicidad del hombre con Dios» (Laf. 6). Primero, los capítulos bajo los títulos de «Vanidad», «Miseria», «Aburrimiento», «Contradicciones», «Distracción», etc., presentan una imagen dramática del estado de la humanidad, ejecutada con brillantes formulaciones paradójicas e irónicas, dedicándose a continuación a los filósofos en la búsqueda del «más alto bien» para encontrar la solución de las aporías de la existencia humana en el cristianismo. En esta parte, la demostración utiliza ampliamente la exégesis de los padres de la Iglesia, transmitida por Port-Royal —si bien en una forma «moderna», muy historizante— por lo que no pertenece al ámbito de la investigación histórica crítica moderna. El objetivo de la apologética de Pascal es la conversión de los ateos o dudosos.
En el material anexo de los Pensées, es decir, en los demás fajos de papeles, hallamos los grandes textos antropológicos elaborados «Desproporción del ser humano» (Laf. 199) acerca de la situación del ser humano entre lo infinitamente pequeño y lo infinitamente grande, «Dispersión» (Laf. 136) acerca de la evasión del pensar sobre la situación real, caracterizada por la miseria y la muerte, entre otros. La unidad del pensamiento de Pascal, desde sus escritos matemáticos hasta sus escritos teológicos, se expresa plenamente en el famoso fragmento acerca de los tres órdenes de los cuerpos, del espíritu y del amor o la santidad (Laf. 308).

### Visión del hombre
En su obra Pensamientos, Pascal realiza una reflexión sobre el ser humano, de la que explica lo siguiente:

Yo no sé quién me ha puesto en este mundo, ni qué es el mundo, ni qué soy yo; me encuentro en una terrible ignorancia de todas estas cosas; no sé lo que es mi cuerpo, ni mis sentidos, ni mi alma, ni siquiera esta parte de mi yo que piensa lo que digo, que reflexiona sobre todo y sobre sí misma y que no se conoce a sí misma mejor que el resto. Veo estos terribles espacios del universo que me envuelven, y me encuentro atado a un rincón de esta vasta extensión, sin que sepa por qué estoy situado en este lugar y no en otro, ni por qué este poco de tiempo que me ha sido concedido para vivir me ha sido asignado en este momento y no en otro de toda la eternidad que me ha precedido y de toda la que me sigue. No veo más que infinitudes por todas partes que me envuelven como a un átomo y como a una sombra que no dura más que un instante sin retorno. Todo lo que yo sé es que debo morir pronto; pero lo que más ignoro es, precisamente, esa muerte que no sabré evitar.

Como no sé de dónde vengo, tampoco sé a dónde voy; y solo sé que al salir de este mundo caeré para siempre o en la nada, o en las manos de Dios irritado, sin saber a cuál de estas dos condiciones debo estar eternamente sujeto. He aquí mi estado, lleno de debilidad e incertidumbre.
Pascal, B: Pensamientos, 427

### Apuesta de Pascal
Sin haber sido asignada a alguno de los 27 capítulos, se encuentra allí también la llamada «Apuesta de Pascal», según la cual la fe en Dios no solo es acertada, sino también racional. Para ello, Pascal compara la naturaleza de Dios y del infinito.

La unidad añadida al infinito no le aumenta nada [...] Lo infinito se anula en la presencia del infinito y viene a ser un puro nada. Así es nuestro espíritu delante de Dios [...] Conocemos, por consiguiente, la naturaleza de lo finito, porque somos finitos y extensos a él. Conocemos la existencia del infinito e ignoramos su naturaleza [...] Pero no conocemos ni la existencia ni la naturaleza de Dios, porque no tiene extensión ni límites. Más por fe conocemos su existencia.

Para Pascal, si hay un Dios, es infinitamente incomprensible y somos incapaces de conocer ni lo que es, ni si es. Por consiguiente, él presenta el siguiente dilema:

Dios existe, o no existe. ¿De qué lado inclinamos? La razón no puede ahí determinar nada.

Pascal compara este dilema con el ejemplo de una apuesta de cara o cruz en la que debemos elegir una opción o la otra, pues estamos embarcado en ello. A continuación, compara los beneficios de creer en lugar de no creer, concluyendo que:

Tengamos en cuenta estos dos casos: si ganáis, ganáis todo; si pierdes, no pierdes nada. Apostad, pues, porque Dios existe, sin vacilar.

Puesto que hay un análogo de ganancia y perdida, y lo finito es absorbido en presencia del infinito, y este está asociado a Dios, la apuesta más racional es creer en Dios.

Y así nuestra proposición tiene una fuerza infinita cuando hay que aventurar lo finito a un juego donde hay iguales probabilidades de ganancia que de perdida y el infinito que ganar. Esto es demostrativo y si los hombres son dos veces de alguna verdad, ésta lo es.

## Resumen cronológico

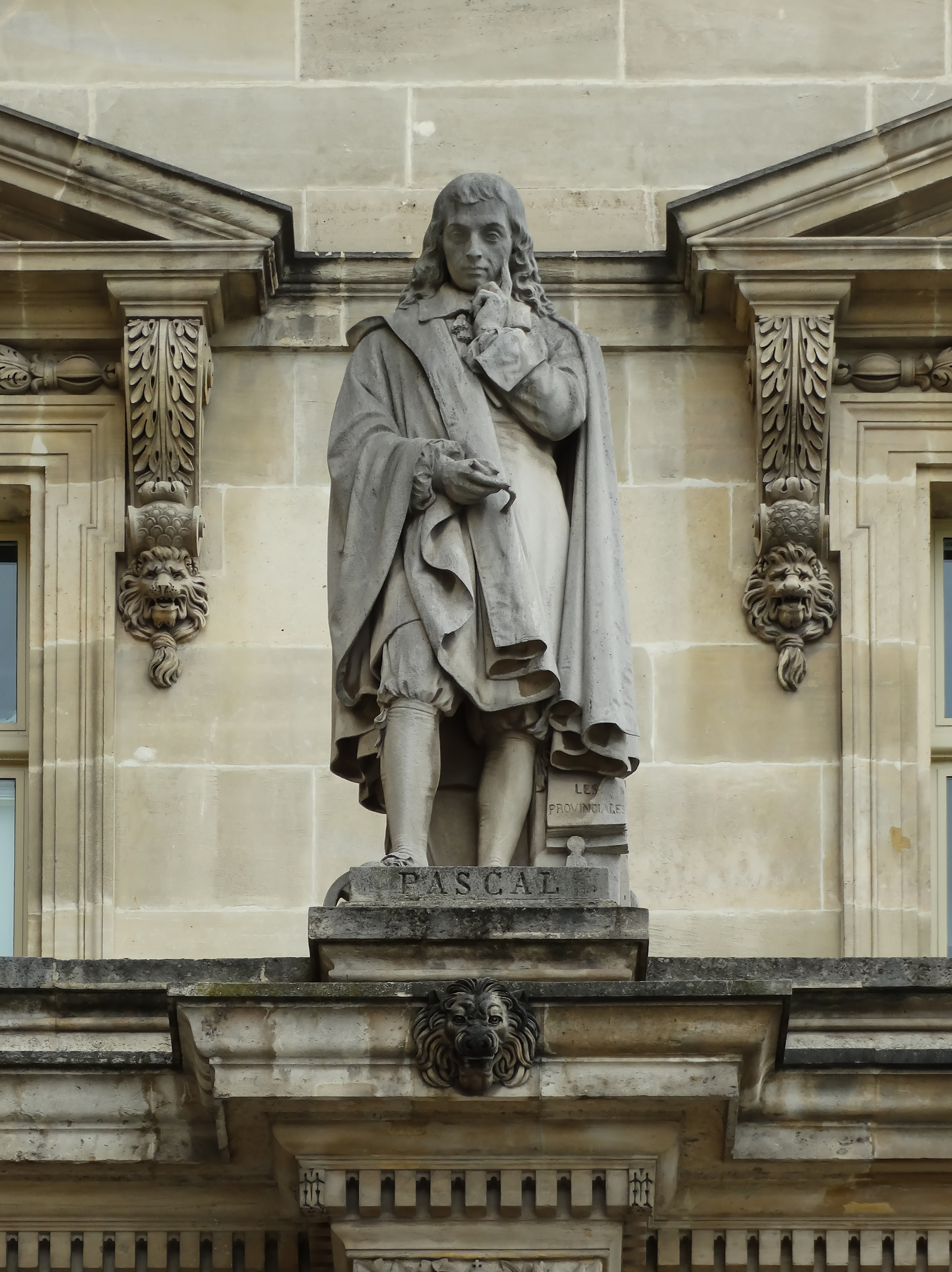
Estatua de Blaise Pascal en el museo del Louvre, París.

| Año  | Suceso o evento |
| ---- | --- |
| 1623 | Nacimiento de Pascal en Clermont (hoy Clermont-Ferrand, en el Macizo Central) el 19 de junio. |
| 1626 | Muerte de su madre, Antoinette Begon. |
| 1631 | La familia se traslada a París. |
| 1637 | Comienza a frecuentar con su padre la Académie Mersenne (donde posteriormente se pone en contacto con René Descartes). |
| 1640 | Publicación del teorema que se conoce como «Teorema de Pascal» (en Essai sur les coniques). |
| 1641 | Trabajos para la construcción de la máquina de calcular («Pascalina»). |
| 1647 | Trabajos en física: Descubrimiento de la ley de los vasos comunicantes. Formulación del principio: "La presión aplicada sobre un fluido contenido en un recipiente se transmite por igual en todas direcciones y a todas las paredes del recipiente contenedor". Demostración de la disminución de la presión atmosférica con la altura. |
| 1651 | Publicación de Traité du vide. Dedicación a las características de los cicloides. Muerte del padre (Étienne Pascal). |
| 1654 | Publicación de Traité du triangle arithmétique (teoría de probabilidad y combinatoria). En el Traité des sinus utiliza el método de demostración de la inducción matemática. |
| 1654 | Comienzo de la fase mística. Retiro en el monasterio jansenista de Port Royal. Publicación de Entretien avec Savi sur Epictète et Montaigne junto a otros trabajos. De esta época datan además varios escritos teológicos. |
| 1656 | Publicación de Lettres à un Provincial («Cartas provinciales»). Desarrollo de la polémica antijesuíta. |
| 1657 | Publicación de L`art de persuader («El arte de convencer»). |
| 1658 | Publicación de Traité général de la roulette. |
| 1662 | Muerte en París (el 19 de agosto). A causa de un tumor cerebral. |
| 1670 | Publicación de Pensées sur la religion, texto dedicado a la defensa del cristianismo contra ateos y escépticos. Obra incompleta, publicada póstumamente por seguidores y amigos. Texto criticado por Voltaire. |

## Crítica y recepción
En una época en la que ya se insistía en la separación de la fe y el saber, Pascal representó, en su vida y en su obra, el principio de la unidad de todo el ser. Para él, dedicarse tanto a problemas de ciencias naturales como a cuestiones filosóficas y teológicas no suponía contradicción de ninguna clase; todo le servía para lograr una directa profundización de sus conocimientos. Su percepción de la «intelligence/raison du coeur» —solo la conjunción de la razón con el corazón puede constituirse en base del conocimiento humano— como forma más esencial del conocimiento omnímodo es considerada por sus adeptos como concepción visionaria y ejemplar. 
Hasta el día de hoy, a Pascal se le considera un locuaz apologista del cristianismo y defensor de una profunda ética cristiana. Por eso, algunos críticos del cristianismo, como el abate Meslier o Voltaire, lo atacaron pronto como eximio oponente. Friedrich Nietzsche durante toda su vida reflexionó sobre Pascal. Para él, Pascal es «el lógico admirable del cristianismo»; «Pascal, a quien casi amo, porque me ha enseñado infinitas cosas: el único cristiano lógico». Es posible hallar juicios que expresan tanto admiración como rechazo: Nietzsche veía en Pascal, como también en Schopenhauer, algo así como un adversario digno. También veía una relación de contenido entre ambos: «sin la fe cristiana», opinaba Pascal, «vosotros mismos seréis, así como la naturaleza y la historia, ‘un monstre et un chaos‘». Esta profecía la hemos cumplido: después de que el siglo XVIII, débil y optimista, hubiera embellecido y racionalizado al ser humano […], en un sentido esencial es Schopenhauer el primero, que vuelve a retomar el movimiento de Pascal […] nuestra incapacidad de conocer la verdad es consecuencia de nuestra corrupción, de nuestra decadencia moral: dice Pascal. Y eso mismo en el fondo dice Schopenhauer». En Pascal, Nietzsche puede localizar su crítica del cristianismo: «El cristianismo no merece perdón por haber aplastado a personas como Pascal. […] ¿Qué es lo que combatimos en el cristianismo? El que él quiera quebrar a los fuertes, que quiera desalentarlos, aprovechar sus malos momentos y su cansancio, transformando su orgullosa seguridad en inquietud y cargos de conciencia […] hasta que los fuertes sucumben en los excesos del autodesprecio y del automaltrato: esa manera lúgubre de sucumbir, cuyo ejemplo más afamado lo ofrece Pascal».
Críticos modernos como Aldous Huxley, al que en general se considera relativamente reservado, han ido más lejos en su crítica, aunque de un modo psicologizante. Pascal habría hecho virtud de su necesidad —sus achaques corporales y su incapacidad de sentir auténtica pasión— camuflándolo con palabras pías. Pero aún peor: habría usado el peso de su razón para incentivar a otros a que adoptaran la misma cosmovisión hostil a lo terrenal. Citas de Pascal como: «Desviarse del término medio es desviarse de la humanidad» y otras inducen a entenderlo simplemente como pensador moderado en el sentido aristotélico. Huxley opina que este no habría sido más que una faceta teórica de Pascal. En la vida real, es decir, en lo que probadamente se refiere a su vida cotidiana, Pascal habría sido muy consecuente —hoy se diría: fundamentalista—. Expresiones surgidas de la pluma de Pascal tales como: «la enfermedad es el estado natural del cristiano; porque solo en la enfermedad el ser humano es como siempre debería ser» expresarían la postura sombría del filósofo. Sobre la base de sus formulaciones brillantes y al relato impresionante de sus experiencias espirituales, Pascal sería considerado como «pionero de una causa noble», mientras que —en lo que se refiere a su aspecto filosófico cristiano— no habría sido más que un asceta enfermo. Según Huxley, y a diferencia de Nietzsche, Pascal no habría luchado en contra de sus dolencias, sino que las habría usado como indicios bienvenidos de que la vida terrenal carecía de valor.
Al plano filosófico se refieren la reinstanciación por Karl Löwith de la crítica de Voltaire y su tratamiento de la «Apologética» o la interpretación crítica de su obra en la historia de la ontología funcional moderna por Heinrich Rombach. Teológicamente relevante es por ejemplo la gran interpretación de Hans Urs von Balthasar en su obra Herrlichkeit. Los intérpretes recién nombrados no hacen comentarios puntuales sobre cuestiones seleccionadas de la persona o la obra, sino que se ocupan del conjunto del legado de su obra. Existe una amplia investigación sobre Pascal, no solamente en Francia, sino también, por ejemplo, en Estados Unidos o en Japón.

## Obras
- Essai pour les coniques [Ensayo sobre las cónicas] (1639)
- Experiences nouvelles touchant le vide [Nuevos experimentos con el vacío] (1647)
- Récit de la grande expérience de l'équilibre des liqueurs [Cuenta del gran experimento sobre el equilibrio en líquidos] (1648)
- Traité du triangle arithmétique [Tratado sobre el triángulo aritmético] (1653)
- Lettres provinciales [Cartas provinciales] (1656–57)
- De l'Esprit géométrique [Sobre el espíritu geométrico] (1657 o 1658)
- Écrit sur la signature du formulaire (1661)
- Traité du triangle arithmétique [Tratado sobre el triángulo aritmético] (escrito c. 1654; publ. 1665)
- Pensées [Pensamientos] (incompleto al morir; publ. 1670)

## Eponimia
Además de los conceptos físicos y matemáticos que llevan su nombre, se tiene que:
- El cráter lunar Pascal lleva este nombre en su memoria.[35]
- El asteroide (4500) Pascal también conmemora su nombre.[36]
- El lenguaje de programación Pascal lleva este nombre en su honor.